# هیکتاس
هیکتاس ( یونانی باستان:Ἱκέτας یا Ἱκέτης) فیلسوف فیثاغوری و منجم اهل سیراکوز بود. وی بین سالهای حدود ۴۰۰ قبل از میلاد تا ۳۳۵ قبل از میلاد می زیست. هیکتاس از فیلولائوس جوان‌تر بود و احتمالاً اعتقاد داشت که زمین در هربیست و چهار ساعت به گرد محور خویش می‌چرخد.
فیلولائوس معتقد بود زمین در هر بیست و چهار ساعت یک بار به گرد یک آتش مرکزی، یعنی قلب عالم می چرخد.